# 托珀茲蘭奇埃斯泰茨
托珀茲蘭奇埃斯泰茨（英語：Topaz Ranch Estates）是位於美國內華達州道格拉斯縣的普查規定居民點。

## 人口
根據2020年美國人口普查的數據，托珀茲蘭奇埃斯泰茨的面積為37.27平方千米，皆為陸地。當地共有人口1630人，而人口密度為每平方千米43.73人。